# Troglohyphantes simoni
Troglohyphantes simoni là một loài nhện trong họ Linyphiidae.
Loài này thuộc chi Troglohyphantes. Troglohyphantes simoni được Jean-Louis Fage miêu tả năm 1919.